# Anders Fjordbach
Anders Fjordbach, né le 4 novembre 1990 au Danemark, est un pilote automobile danois.

## Carrière

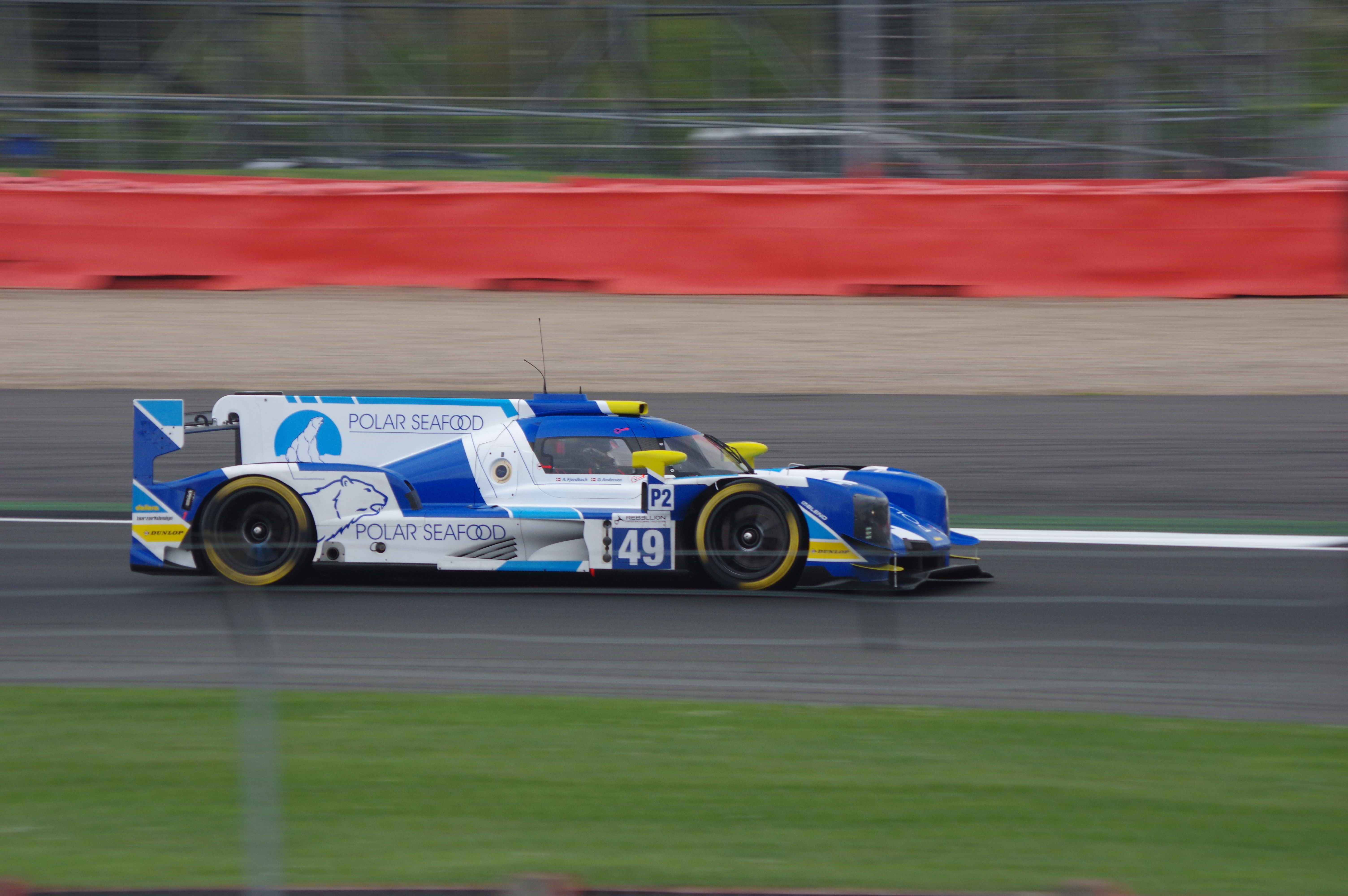
Dallara P217 n°49 pilotée par Anders Fjordbach de l'écurie High Class Racing aux 4 Heures de Silverstone 2017

En 2018, Anders Fjordbach, comme l'année précédente, s'engagea en European Le Mans Series avec l'écurie High Class Racing. Son écurie n'ayant pas été retenu pour les 24 Heures du Mans, il eut néanmoins l'occasion de rouler sur le Circuit des 24 Heures lors de la journée test avec l'écurie SMP Racing en tant que 4e pilote. En fin de saison, il a eu l'occasion de participer pour la première fois au championnat Asian Le Mans Series avec l'écurie portugaise Algarve Pro Racing dans la catégorie LMP2 avec comme objectif de décrocher le Trophée Am.
En 2019, Anders Fjordbach, grâce à son coéquipier Chris McMurry en Asian Le Mans Series a eu l'occasion de commencer son année par une première participation à une manche du championnat américain WeatherTech SportsCar Championship en prenant part aux 12 Heures de Sebring avec l'écurie PR1/Mathiasen Motorsports aux mains d'une Oreca 07. Malheureusement, la course n'a pas été au niveau des espérances car la voiture a fini a plus de 13 tours de la LMP2 vainqueur de l'épreuve. Ensuite, comme les saisons précédentes, il s'engagea dans le championnat European Le Mans Series avec le High Class Racing. Par contre, cette campagne se réalisa avec une Oreca 07 et non pas la Dallara P217 utilisées les saisons précédentes car Anders Fjordbach et Dennis Andersen estime qu'elle a plus de potentiel. Depuis plusieurs années, son écurie déposait un dossier afin de participer aux 24 Heures du Mans. Après avoir été originellement positionné sur la liste des réservistes, l'écurie eu la bonne surprise de recevoir une invitation et de ce fait, finalement Anders Fjordbach a participé à ces premiers 24 Heures du Mans. Anders Fjordbach eut également l'occasion de tester une Ginetta G60-LT-P1 lors d'essai.

## Palmarès

### 24 Heures du Mans

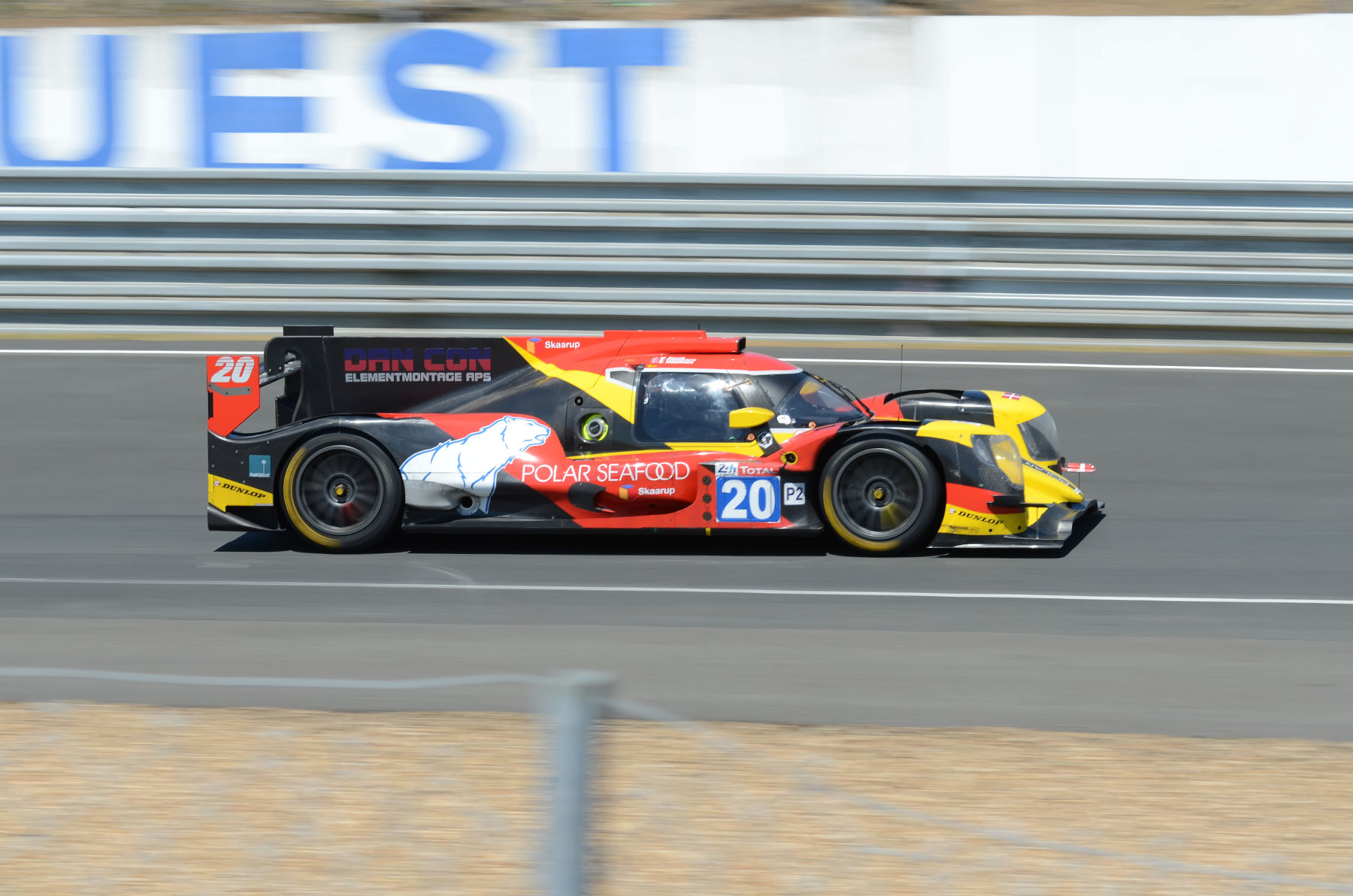
L'Oreca 07 de l'écurie High Class Racing aux 24 Heures du Mans

| Année | Écurie            | Copilotes                     | Voiture         | Classe | Tours | Pos. | Class Pos. |
| ----- | ----------------- | ----------------------------- | --------------- | ------ | ----- | ---- | ---------- |
| 2019  | High Class Racing | Dennis Andersen Mathias Beche | Oreca 07-Gibson | LMP2   | 356   | 16e  | 11e        |

### European Le Mans Series
| Année | Écurie            | Châssis      | Moteur                              | Classe | 1      | 2      | 3        | 4      | 5        | 6      | Position | Points |
| ----- | ----------------- | ------------ | ----------------------------------- | ------ | ------ | ------ | -------- | ------ | -------- | ------ | -------- | ------ |
| 2017  | High Class Racing | Dallara P217 | Gibson GK428 4.2 L V8 atmosphérique | LMP2   | SIL 3  | MON 3  | RBR 8    | LEC 9  | SPA 8    | ALG 7  | 9e       | 46     |
| 2018  | High Class Racing | Dallara P217 | Gibson GK428 4.2 L V8 atmosphérique | LMP2   | LEC 13 | MON 14 | RBR 12   | SIL 9  | SPA Abd. | ALG 9  | 24e      | 5.5    |
| 2019  | High Class Racing | Oreca 07     | Gibson GK428 4.2 L V8 atmosphérique | LMP2   | LEC 9  | MON 16 | BAR Abd. | SIL 11 | SPA 15   | ALG 12 | 23e      | 4      |

N.B. * Saison en cours. Les courses en " gras  'indiquent une pole position, les courses en "italique" indiquent le meilleur tour de course.

### WeatherTech SportsCar Championship
| Année | Ecurie                    | Châssis  | Moteur                     | Classe | 1   | 2     | 3   | 4   | 5   | 6   | 7   | 8   | Position | Points |
| ----- | ------------------------- | -------- | -------------------------- | ------ | --- | ----- | --- | --- | --- | --- | --- | --- | -------- | ------ |
| 2019  | PR1/Mathiasen Motorsports | Oreca 07 | Gibson GK428 4,2 l V8 Atmo | LMP2   | DAY | SEB 2 | MOH | WGL | MOS | ELK | LGA | ATL | 7e*      | 32*    |

N.B. * Saison en cours. Les courses en " gras  'indiquent une pole position, les courses en "italique" indiquent le meilleur tour de course.

### Asian Le Mans Series
| Année     | Ecurie             | Châssis     | Moteur                | Classe | 1     | 2     | 3     | 4        | Position | Points |
| --------- | ------------------ | ----------- | --------------------- | ------ | ----- | ----- | ----- | -------- | -------- | ------ |
| 2018-2019 | Algarve Pro Racing | Ligier JSP2 | Judd HK 3,6 l V8 Atmo | LMP2   | SHA 5 | FUJ 7 | THA 5 | SEP Abd. | 9e       | 26     |